# Шатровский сельсовет (Курганская область)
Шатро́вский сельсовет — упразднённые административно-территориальная единица и муниципальное образование со статусом сельского поселения в составе Шатровского района Курганской области.
Административный центр — село Шатрово.
Законом Курганской области от 12 мая 2021 года № 50 к 24 мая 2021 года упразднён в связи с преобразованием муниципального района в муниципальный округ.

## История
В соответствии с Законом Курганской области от 6 июля 2004 года № 419 сельсовет наделён статусом сельского поселения.
Законом Курганской области от 20 сентября 2018 года N 94, в состав Шатровского сельсовета были включены все населённые пункты упразднённых Ильинского, Ожогинского, Широковского и Яутлинского сельсоветов.

## Население
| 1989  | 2002  | 2004  | 2010  | 2012  | 2013  | 2014  |
| ----- | ----- | ----- | ----- | ----- | ----- | ----- |
| 7908  | ↘6748 | ↘6500 | ↘5875 | ↘5718 | ↘5581 | ↘5455 |
| 2015  | 2016  | 2017  | 2018  | 2019  | 2020  |       |
| ↘5354 | ↘5298 | ↘5273 | ↘5239 | ↘5122 | ↗6427 |       |

## Состав сельского поселения
| №  | Населённый пункт | Тип населённого пункта       | Население |
| -- | ---------------- | ---------------------------- | --------- |
| 1  | Антрак           | деревня                      | ↘3        |
| 2  | Дворцы           | деревня                      | ↘184      |
| 3  | Шатрово          | село, административный центр | ↘4907     |
| 4  | Дружинина        | деревня                      | ↘103      |
| 5  | Ильино           | село                         | ↘561      |
| 6  | Саломатова       | деревня                      | ↘174      |
| 7  | Ожогино          | село                         | ↘323      |
| 8  | Шуравино         | деревня                      | ↘29       |
| 9  | Далматова        | деревня                      | 56        |
| 10 | Чекалина         | деревня                      | ↘75       |
| 11 | Широково         | село                         | ↘181      |
| 12 | Мостовка 2-я     | деревня                      | ↘0        |
| 13 | Яутла            | село                         | ↘303      |